# Antonio Sant'Elia
 (février 2022).
Si vous disposez d'ouvrages ou d'articles de référence ou si vous connaissez des sites web de qualité traitant du thème abordé ici, merci de compléter l'article en donnant les références utiles à sa vérifiabilité et en les liant à la section « Notes et références ».

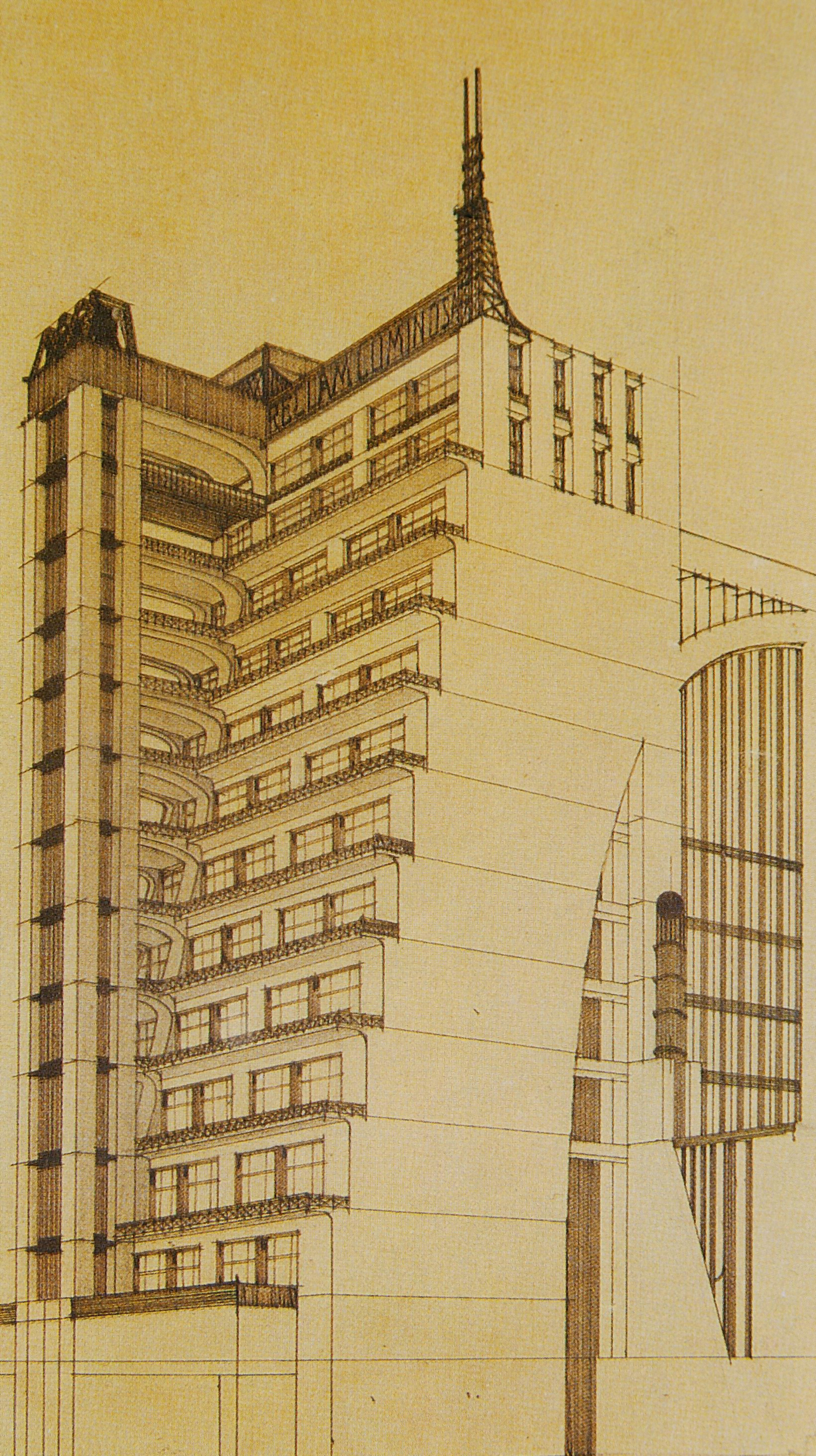
Une autre vue caractéristique d'un bâtiment en gradins (qui rappelle des bâtiments d'Henri Sauvage), 1914

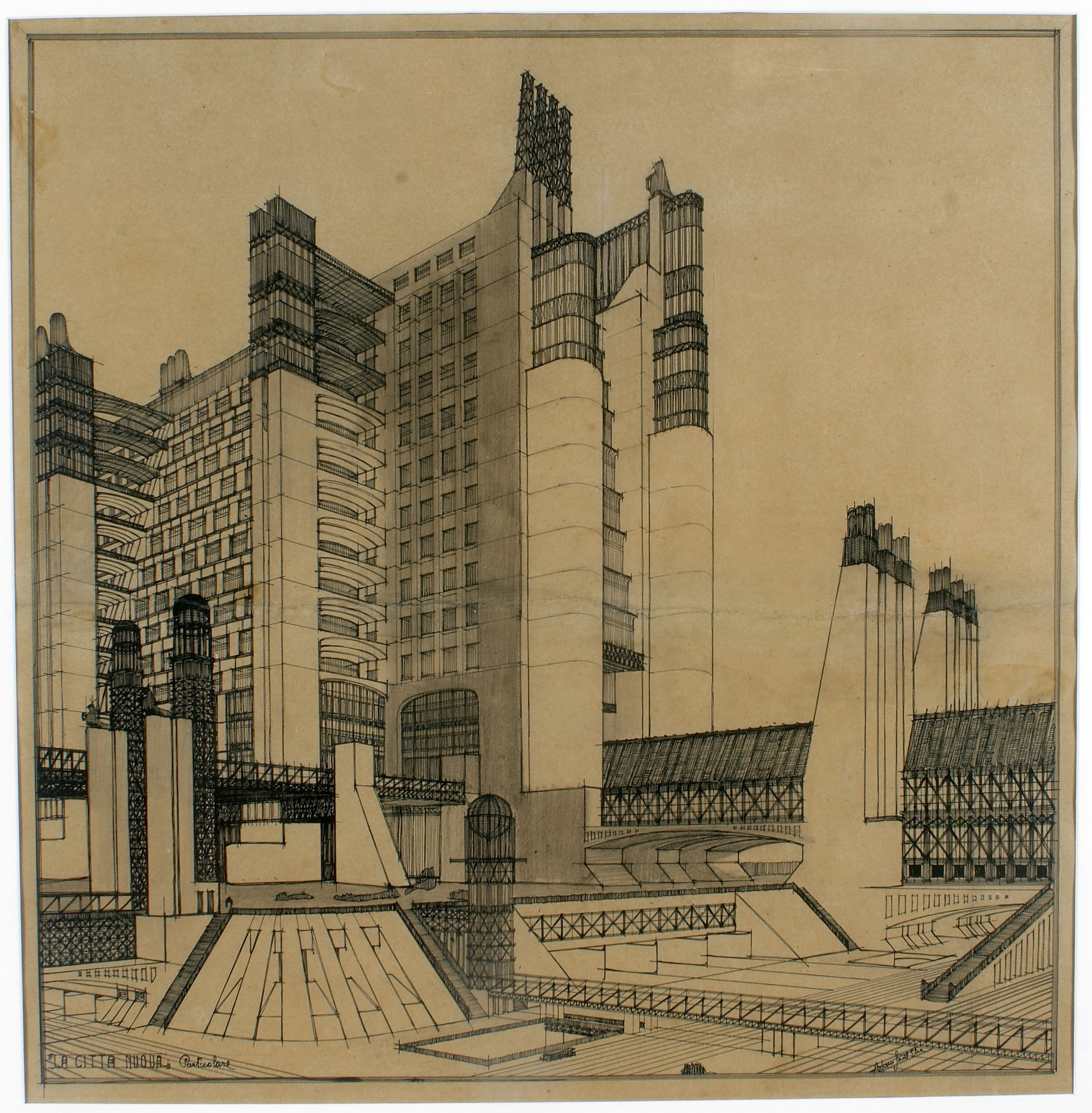
Casa Sant'Elia

Antonio Sant'Elia, né le 30 avril 1888 à Côme en Lombardie et mort le 10 octobre 1916, à Monfalcone, est un architecte italien du mouvement futuriste.

## Biographie
Antonio Sant'Elia est devenu constructeur par apprentissage et ouvrit un bureau de design à Milan en 1912. Très vite il s'intéresse au mouvement futuriste. Entre 1912 et 1914, influencé par les cités industrielles des États-Unis et par les architectes viennois Otto Wagner et Adolf Loos, il commença une série de dessins illustrant son projet de ville idéale moderne, la Città Nuova, qui incarnait pour lui le symbole d'une nouvelle ère.
Beaucoup de ses dessins furent exposés à la première et unique exposition du groupe de la Nuove Tendenze, dont il était membre, en mai-juin 1914 à la galerie Famiglia Artistica. Aujourd'hui beaucoup de ces dessins font partie de l'exposition permanente de la Villa Olmo près de Côme.
Le « manifeste de l'Architecture futuriste » fut publié en août 1914, selon certains par Sant'Elia lui-même. Dans ce manifeste, l'auteur affirme que la valeur décorative de l'architecture futuriste dépend uniquement de l'utilisation et de la composition originale de matériaux bruts, nus ou violemment colorés. Comme cela est décrit dans le manifeste, ses dessins montrent des rapprochements audacieux et une composition à grande échelle de plans et le masses, faisant de la ville industrielle une manifestation expressionniste héroïque. Son projet présentait une ville du futur hautement industrialisée et mécanisée qu'il ne concevait pas comme une masse de bâtiments individuels mais plutôt comme une vaste conurbation à plusieurs niveaux, interconnectée et intégrée, dont le fonctionnement est orienté autour de la « vie » de la cité. Ses dessins qui seront très influents sur les projets urbains tout au long du XXe siècle, montraient d'immenses gratte-ciel monolithiques avec des terrasses, des ponts et des passerelles aériennes qui concrétisaient dans la pierre l'excitation et la vie trépidante de la ville moderne grâce à la technologie.
Socialiste et irrédentiste, Sant'Elia rejoignit l'armée italienne quand celle-ci entra en guerre en 1915. Il fut tué à Monfalcone d'une balle en plein front.

## Postérité d'Antonio Sant'Elia
Pratiquement aucun de ses projets ne fut réalisé mais son univers futuriste a influencé beaucoup d'architectes et de designers. Dès les années 1920, Le Corbusier, Ludwig Hilberseimer et Hugh Ferriss font le projet de villes contemporaines en écho au travail de Sant'Elia. Dans les années 1960, les projets de villes futuristes dans la baie de Tokyo des architectes métabolistes reprennent aussi l'effervescence et l'intrication entre le bâti et les voies de circulation présentes dans la Città Nuova.
Le film Metropolis de Fritz Lang est aussi directement inspiré de la ville futuriste de Sant'Elia.

## Œuvre
- Projet pour le nouveau cimetière de Monza, 1911-1912
- Città Nuova, 1914